# لشکر ۵۹ پیاده (استافوردشر)
لشکر ۵۹ پیاده استافوردشر (انگلیسی: 59th) لشکر پیاده‌نظام موتوریزه نیروی زمینی بریتانیا بود، که در سال ۱۹۳۹ تأسیس شد و در سال ۱۹۴۴ منحل گردید.
لشکر ۵۹ پیاده (استافوردشایر) یک لشکر پیاده نظام ارتش بریتانیا بود که در طول جنگ جهانی دوم تشکیل شد و در نبرد نرماندی جنگید. در مارس ۱۹۳۹، پس از ظهور مجدد آلمان به عنوان یک قدرت نظامی مهم و حمله به چکسلواکی، ارتش بریتانیا با تکثیر واحدهای موجود، تعداد لشکرها را در ارتش سرزمینی افزایش داد. لشکر ۵۹ موتوری (استافوردشایر) در سپتامبر ۱۹۳۹، به عنوان نسخه دوم لشکر ۵۵ موتوری (لنکاشر غربی) تشکیل شد. گردان‌های این لشکر، در ابتدا، همگی در استافوردشایر پرورش یافته بودند.
این لشکر که با استفاده از مفهوم لشکر موتوری تأسیس شد، تنها با دو تیپ پیاده‌نظام، به جای سه تیپ معمول برای یک لشکر پیاده نظام، تشکیل شد و کاملاً متحرک بود. هدف افزایش تحرک در میدان نبرد بود و لشکرهای موتوری را قادر می‌ساخت تا نیروهای زرهی را از طریق شکاف‌های خط مقدم دشمن دنبال کنند تا به سرعت سرزمین‌های تصرف شده را تثبیت کنند. پس از نبرد فرانسه، این مفهوم کنار گذاشته شد.  به این لشکر، تیپ سوم پیاده‌نظام اختصاص داده شد و به لشکر ۵۹ پیاده‌نظام (استافوردشایر) تبدیل شد. این لشکر تا سال ۱۹۴۴ در بریتانیا باقی ماند و به وظایف ضد تهاجم و نگهبانی منصوب شد و در عین حال برای نبرد در خارج از کشور آموزش دید.
در اواخر ژوئن ۱۹۴۴، این لشکر به ارتش دوم واگذار شد و برای شرکت در نبرد نرماندی به فرانسه منتقل شد. در ۷ ژوئیه، این لشکر در عملیات چارن‌وود شرکت کرد که منجر به تصرف شهر کان که توسط آلمان اشغال شده بود، شد. یک هفته بعد، این لشکر در عملیات انار جنگید. هدف ارضی این عملیات تصرف شهر نویرز بود که به دلیل مقاومت مصمم آلمان محقق نشد. این نبرد نقش مهمی در منحرف کردن نیروهای آلمانی از حمله بزرگ بریتانیا، عملیات گودوود، که اندکی پس از آن آغاز شد، ایفا کرد. تا اواخر ژوئیه، خط مقدم آلمان در حال فروپاشی بود و یک حمله عمومی آغاز شد. این لشکر پیشروی کرد و سرپل رودخانه اورن را تصرف کرد و چندین ضدحمله را دفع کرد تا جایگاه خود را حفظ کند.  در طول این عملیات، یکی از اعضای لشکر نشان صلیب ویکتوریا را دریافت کرد. نبرد نهایی لشکر، نبردی طولانی برای تصرف شهر توری-هارکورت بود. مورخان تلاش لشکر را در این نبردها که طی آن چندین هزار تلفات متحمل شد، ستوده‌اند. تا اوت ۱۹۴۴، ارتش بریتانیا در بسیاری از واحدهای خود به شدت با کمبود نیروی انسانی مواجه بود. از آنجایی که این لشکر جدیدترین تشکیلات مستقر در ارتش دوم فرانسه بود و نه به دلیل عملکردش، تصمیم به انحلال آن گرفته شد و افرادش برای تقویت به واحدهای دیگر منتقل شدند. این لشکر در ۲۶ اوت منحل و در ۱۹ اکتبر ۱۹۴۴ رسماً منحل شد.